# The Dell (Southampton)
The Dell je dnes již zaniklý fotbalový stadion, který se nacházel v anglickém Southamptonu. V letech 1898 až 2001 byl stadion domovem ligového klubu Southampton FC. V posledních letech dosahoval nejvyšší kapacity 15 200 diváků.
V konečné fázi stavby se uvažovalo nad různými názvy, např.: "Fitzhugh Dell", the "Archer's Ground" a nebo "Milton Park", nakonec ale zvítězila jednoduchá varianta the Dell. Stadion byl otevřen v září 1898 inauguračním zápasem proti Brightonu United, domácí v něm zvítězili 4:1. Za druhé světové války bylo hřiště poškozeno leteckou pumou, která zasáhla na jedné ze dvou stran místo odehrání pokutových kopů. Opraven byl ještě v témže roce.
Opuštěn byl po sezóně 2000/01, když se Southampton přestěhoval na modernější St Mary's Stadium s kapacitou 32 505 diváků. Demolice na stadionu proběhla měsíc po uzavření, tedy v červenci 2001. Dnes na jeho místě stojí několik obytných objektů.